# R.C. Mechelen
R.C. Mechelen – belgijski męski profesjonalny klub koszykarski w Mechelen, działający w latach 1940–1995, 15.krotny mistrz kraju. W 1995 roku kilka klubów koszykarskich w Antwerpii pod wspólną nazwą SOBABEE i R.C. Mechelen zostało połączonych w jeden klub o nazwie Racing Basket Antwerp. Zanim zespół został rozwiązany w 1995 roku, R.C. Mechelen był najbardziej utytułowanym klubem w Belgii, zdobywając 15 tytułów mistrzowskich i 9 pucharów Belgii.
W 1973 roku R.C. Mechelen, działający wówczas pod nazwą Maes Pils, w finale Pucharu Koracia po dwóch meczach przegrał w punktach z włoskim zespołem Cantù. W trakcie tego turnieju Belgowie pokonali ówczesnego obecnego i jednocześnie pierwszego zwycięzcy Pucharu Koracia, jugosłowiański klub Lokomotiv, a także Barcelonę.

## Sukcesy
- Mistrzostw Belgii:
  -  (15x) 1964/65, 1965/66, 1966/67, 1968/69, 1973/74, 1974/75, 1975/76, 1979/80, 1986/87, 1988/89, 1989/90, 1990/91, 1991/92, 1992/93, 1993/94

- Puchar Belgii:
  -  (9x) 1963/64, 1964/65, 1969/70, 1970/71, 1985/86, 1986/87, 1989/90, 1992/93, 1993/94

- Puchar Koracia:
  -  (1x) 1972/73